# Classificació TAS
La classificació TAS (de l'anglès, Total Alkali Silica) és una metodologia que permet definir una roca volcànica sobre la base de la relació entre el contingut de minerals alcalins (Na₂O i K₂O) i el contingut de silicats (SiO₂).
Aquests paràmetres químics són útils quan la quantitat relativa de minerals alcalins i silicats té un paper determinant per a determinar la mineralogia real de la roca.
Va ser introduït en 2002 per Le Maitre i altres, com a recomanació a la Unió Internacional de Ciències Geològiques (Union of Geological Sciences, IUGS), Subcomissió de Sistematització de Roques Ígnies.

## Diagrama TAS
El diagrama TAS consisteix en un gràfic bidimensional simple on:
- l'eix X és el percentatge en pes d'òxid de silici (SiO₂)
- l'eix Y és el percentatge en pes d'òxid de sodi (Na₂O) + òxid de potassi (K₂O).

L'anàlisi es realitza mitjançant l'eliminació de CO₂ i H₂O present al material. Llavors es calcula el percentatge del pes total del material residual de SiO₂ i de Na₂O + K₂O i es trasllada el resultat al gràfic de TAS.
| ♦ Riolita ♦ Traquita ♦ Dacita ♦ Andesita ♦ Traquiandesita ♦ Andesita basàltica ♦ Traquiandesita basàltica ♦ Traquibasalt ♦ Basalt ♦ Picrobasalt ♦ Tefrita · ♦ Basanita ♦ Fonotefrita ♦ Tefrifonolita ♦ Fonolita ♦ Feldspatoide SÈRIE HIPERALCALINA SÈRIE ALCALINA SÈRIE SUBALCALINA |

Aquesta classificació permet distingir tres sèries magmàtiques, segons el contingut de Na i K:
- Sèrie hiperalcalina
- Sèrie alcalina
- Sèrie subalcalina

## Ús de la classificació TAS
Abans d'utilitzar la classificació TAS o qualsevol altra classificació cal tenir en compte les següents paraules d'Albert Johannsen (1937):
| « | Moltes i curioses són les classificacions que s'han proposat per a les roques ígnies. La seva variabilitat depèn en part del propòsit pel qual cadascun era destinat, i en part de les dificultats derivades de les característiques de les mateixes roques. El problema no és amb les classificacions, sinó amb la naturalesa que no va fer les coses bé. ... Les roques han de classificar-se per comparar-les amb altres, descrites anteriorment, de composició i aparença similars. Si això no es pot fer amb una base genètica, un sistema artificial ha de respondre per poder servir com a índex de la targeta per a les descripcions de la roca. Encara que això pugui ser una cosa dolenta, és, com a mínim, el menys de diversos mals. | » |

El subtítol del capítol de classificació de Johannsen (1937) és «Chacun a son goût» (al gust de cadascú).
S'ha d'observar, com es discuteix amb detall en Le Maitre i altres (2002), que aquesta classificació no pot aplicar-se a totes les roques volcàniques. Certes roques no poden nomenar-se usant el diagrama. Per a unes altres, s'han d'usar criteris addicionals mineralògics, químics, i de textura, com per exemple amb els lampròfids.
La classificació TAS s'ha d'utilitzar únicament amb les roques on la mineralogia de les quals no pot ser determinada, en cas contrari, s'ha d'utilitzar un esquema sobre la base de la mineralogia, com el diagrama QAPF o un dels altres diagrames semblants. La classificació TAS també s'utilitza si la roca volcànica conté vidre volcànic (com l'obsidiana).